# 刺柄雀儿豆
刺柄雀儿豆（学名：Chesneya spinosa）为豆科雀儿豆属下的一个种。

## 扩展阅读
- 維基物種上的相關：刺柄雀儿豆